# 4682 Биков
4682 Биков (4682 Bykov) — астероїд головного поясу, відкритий 27 вересня 1973 року.
Тіссеранів параметр щодо Юпітера — 3,584.